# The Texas
The Texas es una casa histórica ubicada en Daphne, Alabama. Fue construido como hotel por William L. Howard en 1835. En 1894, fue comprado por William Dryer. Ha sido incluido en el Registro Nacional de Lugares Históricos desde el 20 de diciembre de 1998.